# Tournoi de tennis de Ponte Vedra Beach

Le tournoi de Ponte Vedra Beach (Floride) est un tournoi de tennis professionnel féminin du WTA Tour.
Chacune des deux éditions, disputées en avril 2009 et 2010, a été remportée par la Danoise  Caroline Wozniacki.

## Palmarès

### Simple
| No | Date       | Nom et lieu du tournoi                     | Catégorie | Dotation  | Surface      | Vainqueure         | Finaliste          | Score    |         |
| -- | ---------- | ------------------------------------------ | --------- | --------- | ------------ | ------------------ | ------------------ | -------- | ------- |
| 1  | 06-04-2009 | MPS Group Championships, Ponte Vedra Beach | Intern'l  | 220 000 $ | Terre (ext.) | Caroline Wozniacki | Aleksandra Wozniak | 6-1, 6-2 | Tableau |
| 2  | 05-04-2010 | MPS Group Championships, Ponte Vedra Beach | Intern'l  | 220 000 $ | Terre (ext.) | Caroline Wozniacki | Olga Govortsova    | 6-2, 7-5 | Tableau |

### Double
| No | Date       | Nom et lieu du tournoi                    | Catégorie | Dotation  | Surface      | Vainqueures                  | Finalistes                  | Score            |         |
| -- | ---------- | ----------------------------------------- | --------- | --------- | ------------ | ---------------------------- | --------------------------- | ---------------- | ------- |
| 1  | 06-04-2009 | MPS Group Championships Ponte Vedra Beach | Intern'l  | 220 000 $ | Terre (ext.) | Chuang Chia-Jung Sania Mirza | Květa Peschke Lisa Raymond  | 6-3, 4-6, [10-7] | Tableau |
| 2  | 05-04-2010 | MPS Group Championships Ponte Vedra Beach | Intern'l  | 220 000 $ | Terre (ext.) | Bethanie Mattek-Sands Yan Zi | Chuang Chia-Jung Peng Shuai | 4-6, 6-4, [10-8] | Tableau |